# ستيوارت كلارك (عالم فلك)
ستيوارت كلارك (بالإنجليزية: Stuart Clark)‏ هو صحفي وعالم فلك بريطاني، ولد في 1967 في إنجلترا في المملكة المتحدة.

## وصلات خارجية
- الموقع الرسمي